# Миндсенти, Йожеф
Йо́жеф Ми́ндсенти (венг. Mindszenty József, имя при рождении Йожеф Пехм, венг. Pehm József; 29 марта 1892, Чехиминдсент (современное медье Ваш), Австро-Венгрия — 6 мая 1975, Вена, Австрия) — венгерский кардинал. Архиепископ Эстергома и примас Венгрии. Кардинал-священник с 18 февраля 1946 года, с титулом церкви Санто-Стефано-аль-Монте-Челио с 22 февраля 1946 года. Активный деятель Венгерского восстания 1956 года.

## Биография
Йожеф Пехм родился в 1892 году в деревне Чехиминдсент (современное медье Ваш), в семье небогатых дунайско-швабских крестьян Йожефа Пехма и Борбалы Ковач. По окончании школы поступил в семинарию города Сомбатхей. По окончании семинарии 12 июня 1915 года рукоположён во священники. В 1917 году была опубликована его первая книга. В период Венгерской Советской Республики Белы Куна в 1919 году был заключён в тюрьму. После прихода к власти Миклоша Хорти был отпущен на свободу и работал приходским священником в Залаэгерсеге. В 1941 году принял новую фамилию — Миндсенти, образованную от названия родной деревни. 25 марта 1944 года Йожеф Миндсенти был поставлен в епископы и назначен епископом Веспрема.
31 октября 1944 года новый веспремский епископ опубликовал декларацию с призывом, направленным против правительства Ференца Салаши, за что был арестован. Освобождён в 1945 году, вскоре после окончания войны.

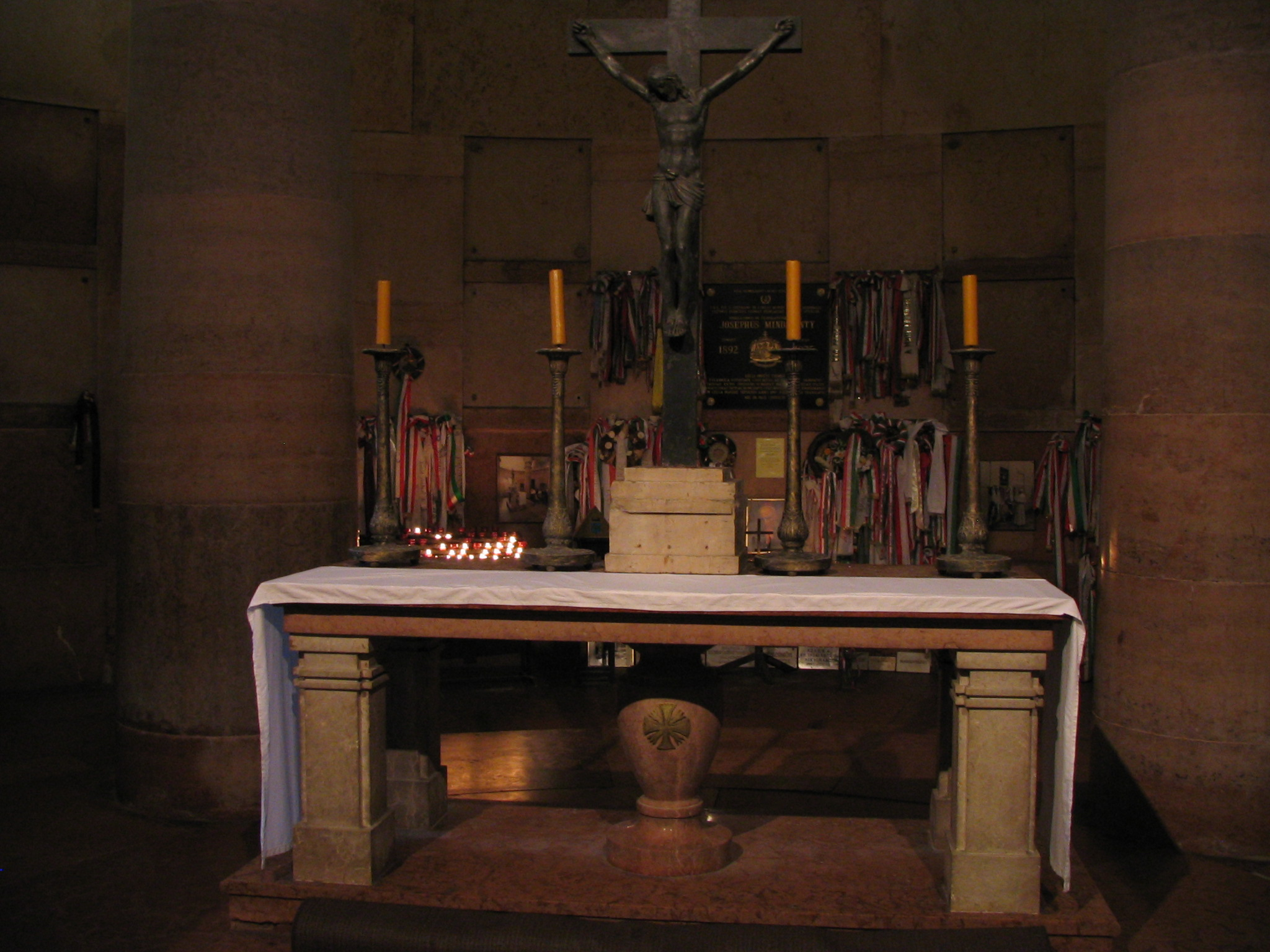
Могила кардинала Миндсенти в крипте Эстергомской базилики

16 сентября 1945 года папой Пием XII Миндсенти был возведён в статус архиепископа Эстергома и примаса Венгрии, а через полгода он стал кардиналом-священником с титулом церкви Санто-Стефано-аль-Монте-Челио. После прихода к власти в стране коммунистических сил кардинал Миндсенти сосредоточил свою деятельность на защите Католической церкви в стране, так 23 мая 1948 года он опубликовал протест против национализации католических школ. Активная деятельность кардинала вызвала ненависть к нему со стороны коммунистов, 26 декабря 1948 года он был вновь арестован, в феврале 1949 года на судебном процессе признан виновным в измене и шпионаже и приговорён к пожизненному заключению.
После начала Венгерского восстания 1956 года правительство Имре Надя освободило кардинала Миндсенти из заключения. 3 ноября Миндсенти выступил по радио с призывом к нейтралитету Венгрии и свободе совести. После подавления восстания советскими войсками Миндсенти укрылся в американском посольстве в Будапеште, где жил на протяжении почти 15 лет.
Дипломатические переговоры, предпринятые папой Павлом VI, позволили кардиналу Миндсенти в 1971 году, наконец, покинуть коммунистическую Венгрию и переехать в Вену. 5 февраля 1974 года Павел VI объявил место архиепископа в Эстергоме вакантным на том основании, что венгерский примас ушёл в отставку. Его отставка была требованием правительства Кадара (в ответ были освобождены многие священники). Кардинал возразил, опасаясь, что решение папы может смутить его последователей и посеять среди них зерно сомнения. Он выпустил коммюнике из шести пунктов, в котором объяснил мировой общественности, почему венгерский примас не может уйти в отставку в эти драматические времена. Святой Престол не препятствовал его решению, и лишь после смерти кардинала Миндсенти папа назначил на Эстергомскую кафедру архиепископа Ласло Лекаи.

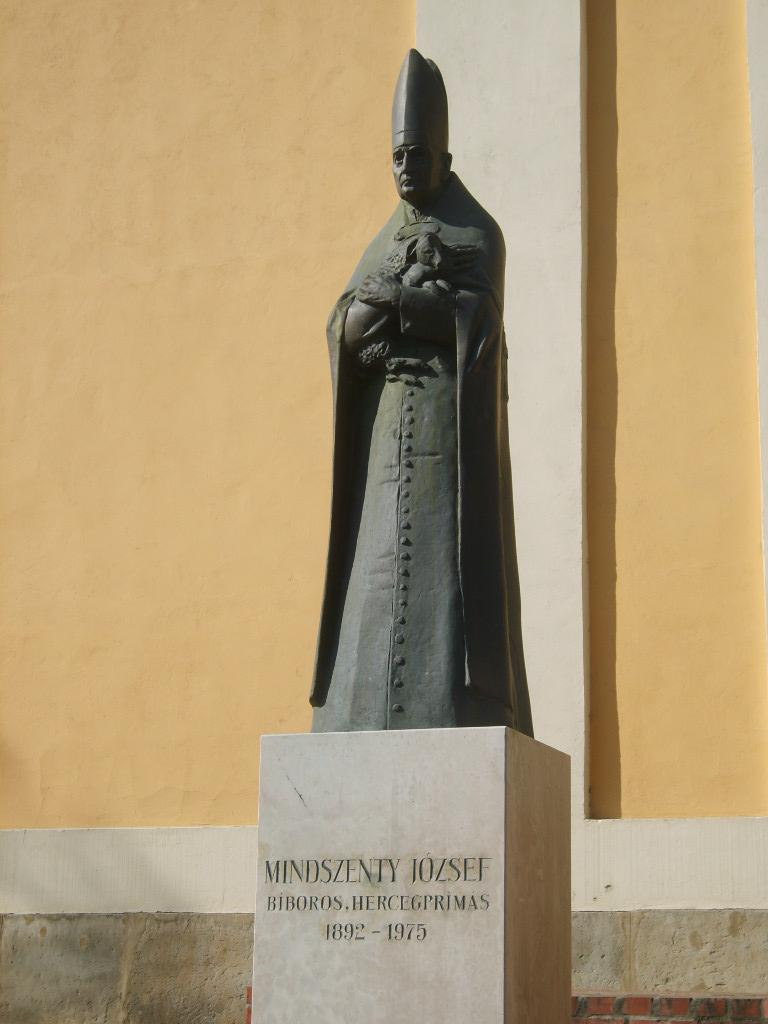
Памятник Йожефу Миндсенти в Залаэгерсеге

Йожеф Миндсенти умер 6 мая 1975 года. При жизни он многократно заявлял, что переедет в Венгрию только тогда, когда её покинут советские солдаты и она станет свободной. Это случилось только после его смерти, 4 мая 1991 года останки кардинала Миндсенти были торжественно перезахоронены в крипте Базилики Святого Адальберта в Эстергоме. В 1990 году приговор, вынесенный кардиналу, был признан недействительным. В 2012 году генеральная прокуратура в Будапеште реабилитировала кардинала Миндсенти, формально закрыв этим начатое в 1989 году повторное судебное разбирательство.
Йожеф Миндсенти объявлен Слугой Божьим, начат процесс его беатификации. В современной Венгрии почитается национальным героем, в его честь названо множество улиц и площадей в венгерских городах, поставлен ряд памятников.